# Тюрінська вулиця
Тюрінська вулиця — вулиця у Київському та Салтівському районах Харкова. Починається від проспекта Героїв Харкова і йде на північний схід до вулиці Академіка Павлова. Довжина 3 км.

## Назви
За час свого існування Тюрінська вулиця неодноразово змінювала назву. Спочатку вона звалася Циркунівською. 20 вересня 1936 року була названа на честь Климента Ворошилова. 15 квітня 1958 року отримала назву Красноградська. 26 грудня 1961 року названа ім'ям Якіра. 20 листопада 2015 року відповідно із Законом України про декомунізацію перейменована на Тюрінську вулицю, назва якої походить від однойменної місцевості Тюринка.

## Транспорт
На початку Тюрінської вулиці розташована станція метро  «Захисників України», а наприкінці —  «Академіка Барабашова».
На вулиці активний автомобільний рух. Тюрінська перетинає багато вулиць і провулків. Найзначніші перехрестя — з Семиградською і Віринською вулицями.
Вулиця перетинає річку Немишля, через яку побудований автомобільний Тюрінський міст.

## Забудова
Тюрінська вулиця забудована переважно одноповерховими приватними будинками. Крім того, є навчальні заклади:
- буд. № 5 — Харківське вище професійне училище сфери послуг[3]
- буд. № 40 — Харківська гімназія № 23[4]
- буд. № 40-А — Харківська спеціалізована школа І ступеня № 177[5]

Наприкінці вулиці розташований торговельний центр «Барабашово».